# Tickets Disney
Les parcs Disney ont eu depuis l'ouverture de Disneyland en 1955 plusieurs systèmes de billetterie, c'est d'autant plus vrai qu'en 1955, les cartes magnétiques n'existaient pas.
Voici un résumé de l'historique des tickets Disney :
- Système "entrée et billet à l'unité" : juillet à octobre 1955
- Système "entrée et coupon A-B-C-D-E" : 11 octobre 1955 à juin 1982 pour les parcs américains, 31 mars 2001 pour Tokyo Disneyland
- Système "billet unique" : depuis juin 1982 avec ensuite la création de modulations pour les complexes.

## Le système de billets à l'unité
Le premier système de billets ne dura pas longtemps, seulement de juillet à octobre 1955. Il comprenait un ticket d'admission pour le parc (1$ seulement) puis des tickets pour chaque attraction. Ainsi à Fantasyland, il fallait payer 15 cents pour le carrousel, 25 pour Dumbo et 30 pour les tasses d'Alice.
Ce système était celui en vigueur dans tous les parcs d'attraction et fêtes foraines. Walt Disney désira rapidement se dissocier de ces lieux et demanda à ses équipes de concevoir un autre système.

## Les billets A-B-C-D-E

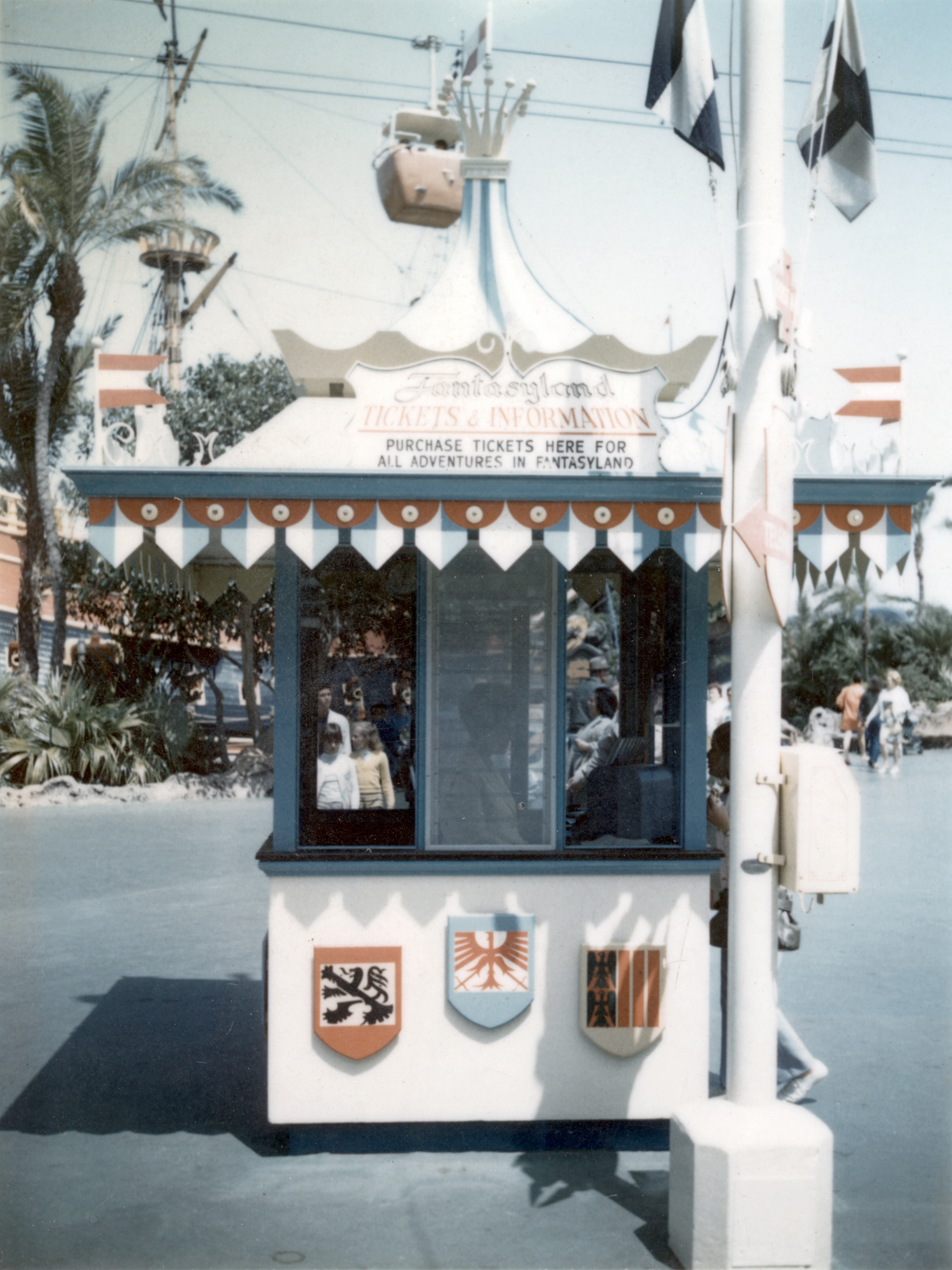
Guichet de vente de coupons à Disneyland dans les années 60.

Le 11 octobre 1955, les billets à l'unité, pour chaque attraction furent remplacés par des carnets de tickets, appelé en réalité coupons,. Plusieurs carnets étaient en vigueur, l'un destiné aux adultes regroupait 10 coupons pour un total de 2,5 $. Ils ne comprenaient que des tickets A, B et C et nécessitaient toujours le paiement d'un ticket d'admission pour le parc. La complexité (ou la qualité) des attractions étaient proportionnelles à leur prix et la lettre s'éloignait du A. Certaines attractions étaient toutefois gratuites, mais c'est grâce à la société partenaire que cela était possible. L'attraction était mentionnée comme nécessitant un "coupon gracieux" (Complimentary).
En 1956, l'attraction Skyway ouvrit ses portes mais comme elle devait coûter un peu plus que les autres, alors le premier billet D fut émis,.
En 1959, c'est le Matterhorn Bobsleds qui introduisit le premier Ticket E,.
L'expression "attraction à ticket E" (E-Ticket Ride) est devenue synonyme "d'attraction à sensation" que ce soit des montagnes russes, des simulateurs ou des maisons hantées. Elle est passée dans le langage populaire américain et désigne aussi bien des attractions des parcs Disney que celles des autres parcs.
Le système fut utilisé de la même façon au Magic Kingdom de Walt Disney World Resort à partir de 1971 puis à Tokyo Disneyland à partir de 1983.

### Exemples d'attractions en fonction du ticket requis
- Ticket gracieux
  - Country Bear Jamboree
  - Great Moments with Mr. Lincoln
- Ticket A
  - Main Street Cinema
- Ticket B
  - Tom Sawyer Island
  - Mad Tea Party
- Ticket C
  - Adventure Thru Inner Space
  - Rocket Jets
- Ticket D
  - PeopleMover
  - Peter Pan's Flight
  - Skyway
- Ticket E
  - America Sings
  - Big Thunder Mountain
  - Carousel of Progress
  - Haunted Mansion
  - Matterhorn Bobsleds
  - Mr. Toad's Wild Ride
  - Space Mountain

### Le ticket F?
En 2002, sur le forum du site LaughingPlace, certaines discussions évoquèrent la possibilité de recatégoriser certaines des dernières attractions de Disney en Attraction de ticket F et non plus seulement E. Il est vrai que le Matterhorn Bobsleds (1959) et Expedition Everest (2006) ne sont pas de la même catégorie mais elles partagent la même dénomination. Il en va de même entre Haunted Mansion (1969) et Mission : Space (2003).

## Le billet unique
En 1979, le parc Disneyland teste un nouveau système de tickets, le Disneyland Passeport qui permet de payer une seule fois l'ensemble des attractions et de ne plus proposer des carnets de tickets catégorisés A à E. Il entre en service en novembre 1980 dans les deux parcs
En juin 1982, juste avant l'ouverture d'Epcot prévue en octobre, Disney décida de changer sa tarification. Ainsi les carnets de coupons et le ticket d'admission disparurent au profit d'un ticket unique, le "passeport" tout inclus, payé à l'entrée, valable pour une journée et permettant l'accès à toutes les attractions gratuitement sauf les salles de jeux et les stands de tirs (supplément à payer). En parallèle Disney proposa des passeports annuels, le 28 octobre 1982 à Walt Disney World Resort et à partir de juin 1983 à Disneyland mais uniquement aux membres du Magic Kingdom Club. En 1984, tous les visiteurs purent profiter de ces passeports en Californie comme c'était déjà le cas en Floride.
Les carnets de tickets ne sont toutefois pas morts en juin 1982. Le parc Tokyo Disneyland qui ouvrit en 1983, utilisa ce système jusqu'au 31 mars 2001 en complément du billet unique. Il a été arrêté en raison de l'ouverture du parc Tokyo DisneySea.
De plus, l'expression "attraction à ticket E" conserve cette mémoire.
Le 23 février 2015, Disney annonce les nouveaux tarifs de ses parcs américains valables à partir de Mars 2015 dont celui du Magic Kingdom surpassant les 100 USD pour une journée,.
Le 27 février 2016, Disney modifie son offre tarifaire saisonnière en Amérique du Nord pour varier les prix des billets d'entrée selon l'affluence du jour,,.

## Les billets et le Fastpass
Depuis les années 2000 et l'ouverture d'un second parc à thème dans la plupart des domaines de loisirs Disney, des nouveaux billets et des forfaits ont été créés. Ainsi il est possible d'acheter un billet (un peu plus cher) permettant l'accès à deux parcs dans la même journée (PassePartout en France, Magic Pass en 1992 à Walt Disney World). Le système le plus complexe est celui de Walt Disney World Resort avec quatre parcs à thèmes, deux parcs aquatiques et surtout des forfaits qui vont jusqu'à 10 jours. Les forfaits sont heureusement plus économiques que d'acheter tous les jours un billet.
En juillet 1999, Disney inaugura un nouveau système de ticket en complément du prix d'admission. Ce système totalement gratuit permis de réserver un créneau horaire afin d'éviter la file d'attente d'une attraction, c'est le Disney's FastPass.
Le 4 octobre 2015, Disney World change sa politique de billets saisonniers et annuels avec des prix plus importants dans les périodes d'affluence et en profites pour augmenter ses tarifs,,.
Le 25 juin 2017, le Disneyland Resort modifie le système FastPass en supprimant les billets cartonnés au profit d'un jeton numérique stocké sur la carte magnétique servant de billet d'entrée ou de passeport annuel.

## MyMagic+: MagicBand et application My Disney Experience

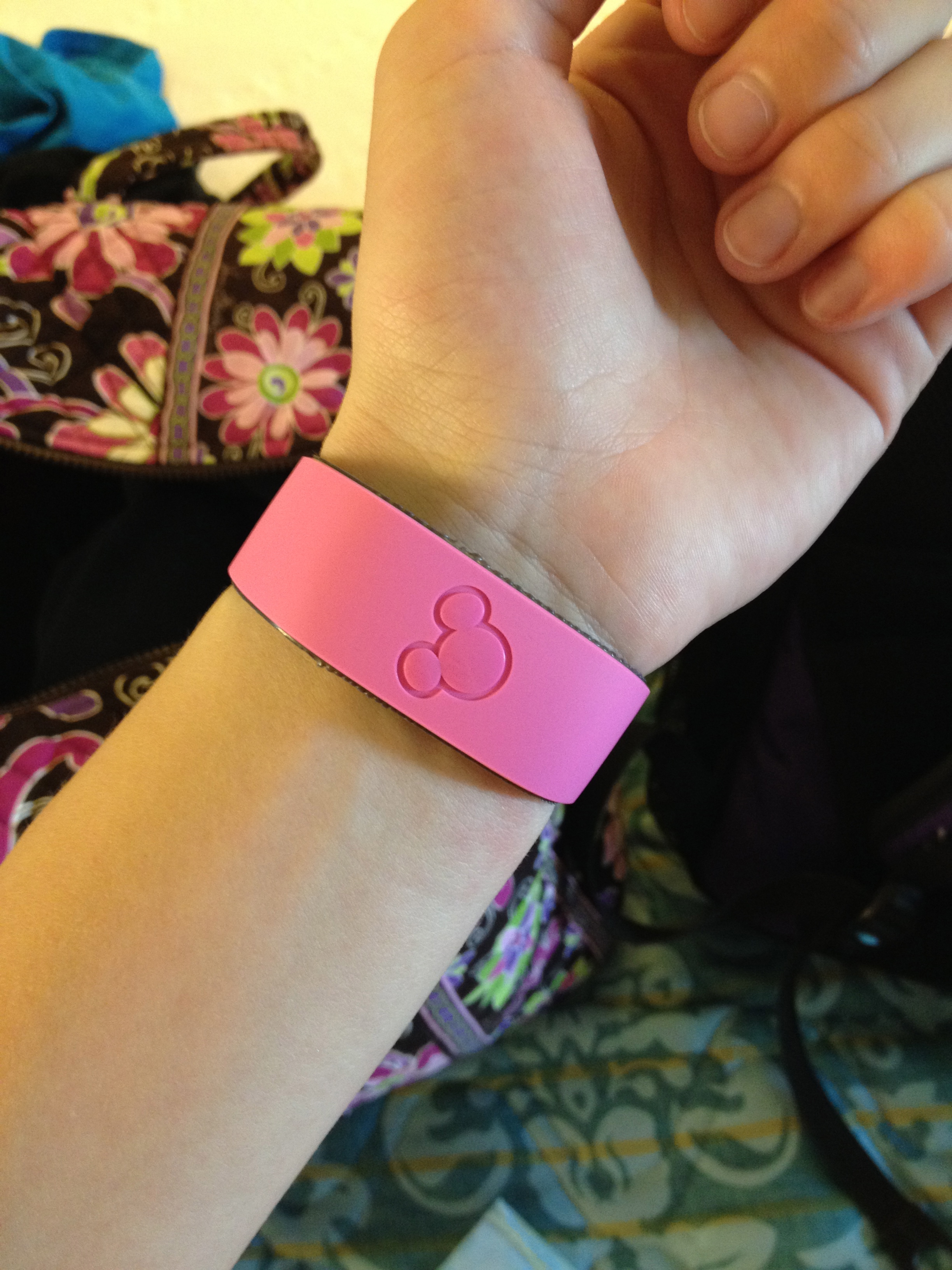
Un bracelet MagicBand du projet MyMagic+.

Le 7 janvier 2013, Walt Disney World Resort lance un nouveau système de gestion des visiteurs nommé MyMagic+ comprenant plusieurs nouveautés dont le MagicBands un bracelet doté d'une puce RFID pour remplacer les billets d'entrée et FastPass. Le 17 décembre 2013, Disney World annonce passer à la phase des tests grandeur nature pour le projet de bracelet MyMagic+ estimé à un milliard d'USD.
Le 23 février 2017, Disney World lance le MagicBand 2 couplé à l'application My Disney Experience. Le bracelet qui est désormais modulaire (logo amovible et lanière interchangeable) permet aussi bien de réserver une chambre, un restaurant et le FatsPass de 40 attractions mais aussi de régler des achats, recevoir des informations ou des activités personnalisées. Le 26 mars 2017, Walt Disney Parks and Resorts annonce le lancement d'un service de commande en ligne pour restaurant dans son application mobile My Disney Experience qui sera disponible à l'ouverture de la zone Pandora: The World of Avatar le 27 mai. Le 24 août 2017, le magazine Forbes indique que le système apparenté à l'Internet des objets est connecté à un big data pour récolter des données et améliorer, anticiper ou devancer les comportements des visiteurs.